# 헤르트 흐로테

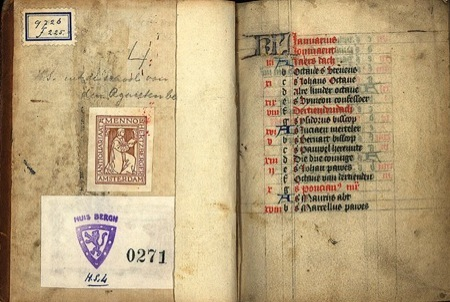
Geert Groote 의 책 <시간들의 책>

헤르트 흐로테 (Gerard Groote (1340년 10월 – 1384년 8월 20일)는 데벤테르 출신으로 파리 소르본느 대학에서 법, 의학, 신학 등을 공부하였으며 성서 말씀 따라 자신의 집을 돈 없는 여성들을 위해 내어놓은 인물이다. 또 성직자에게는 라틴어로, 평신도들에게는 네덜란드어로 설교하면서 예수의 삶을 따를 것을 강조했다. 그를 따르는 사람들이 1376년 어거스틴의 수도원을 빈데샤임에 설립했다.

## 전기

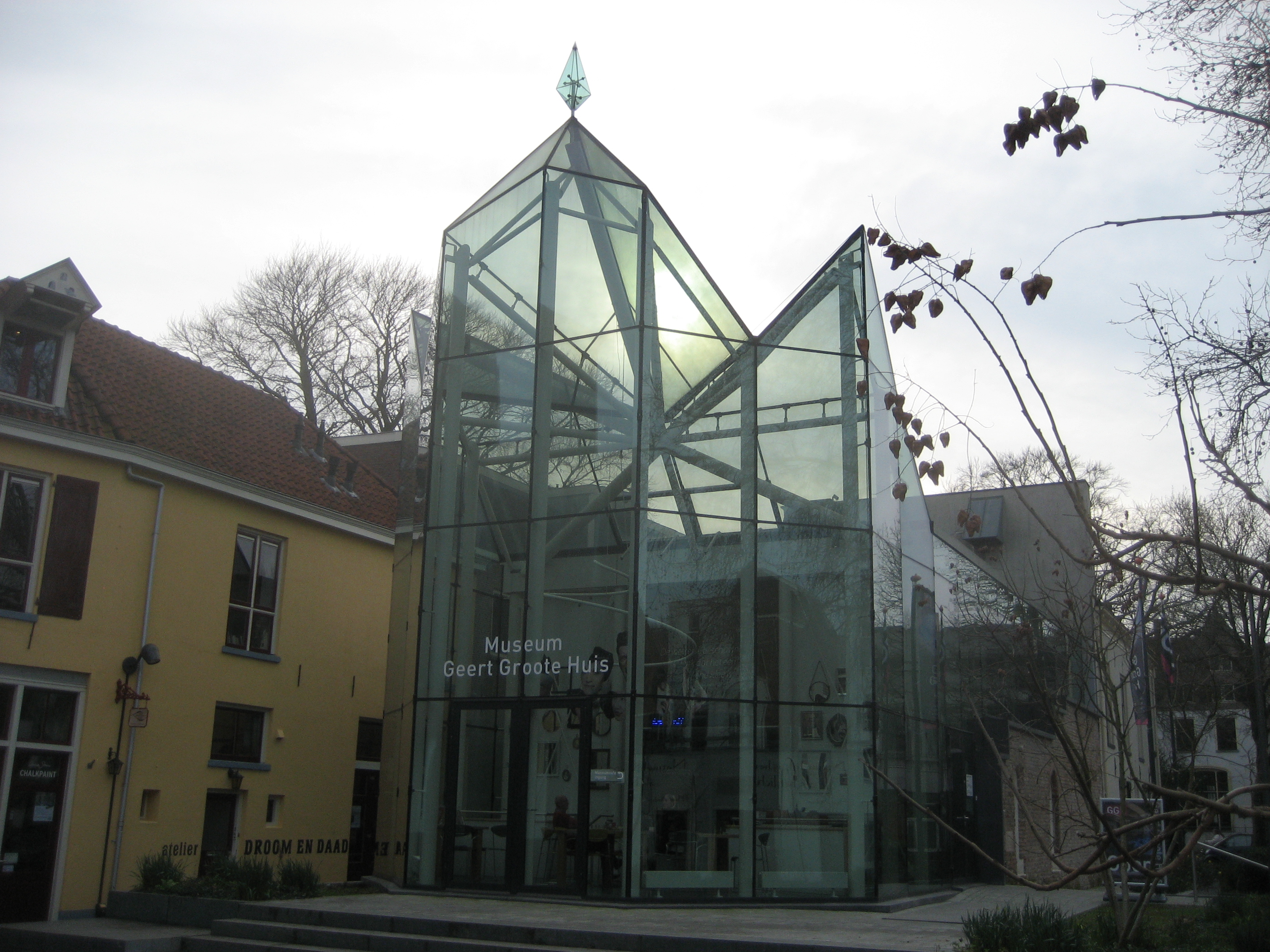
박물관 Geert Grote Huis, Deventer (2016)

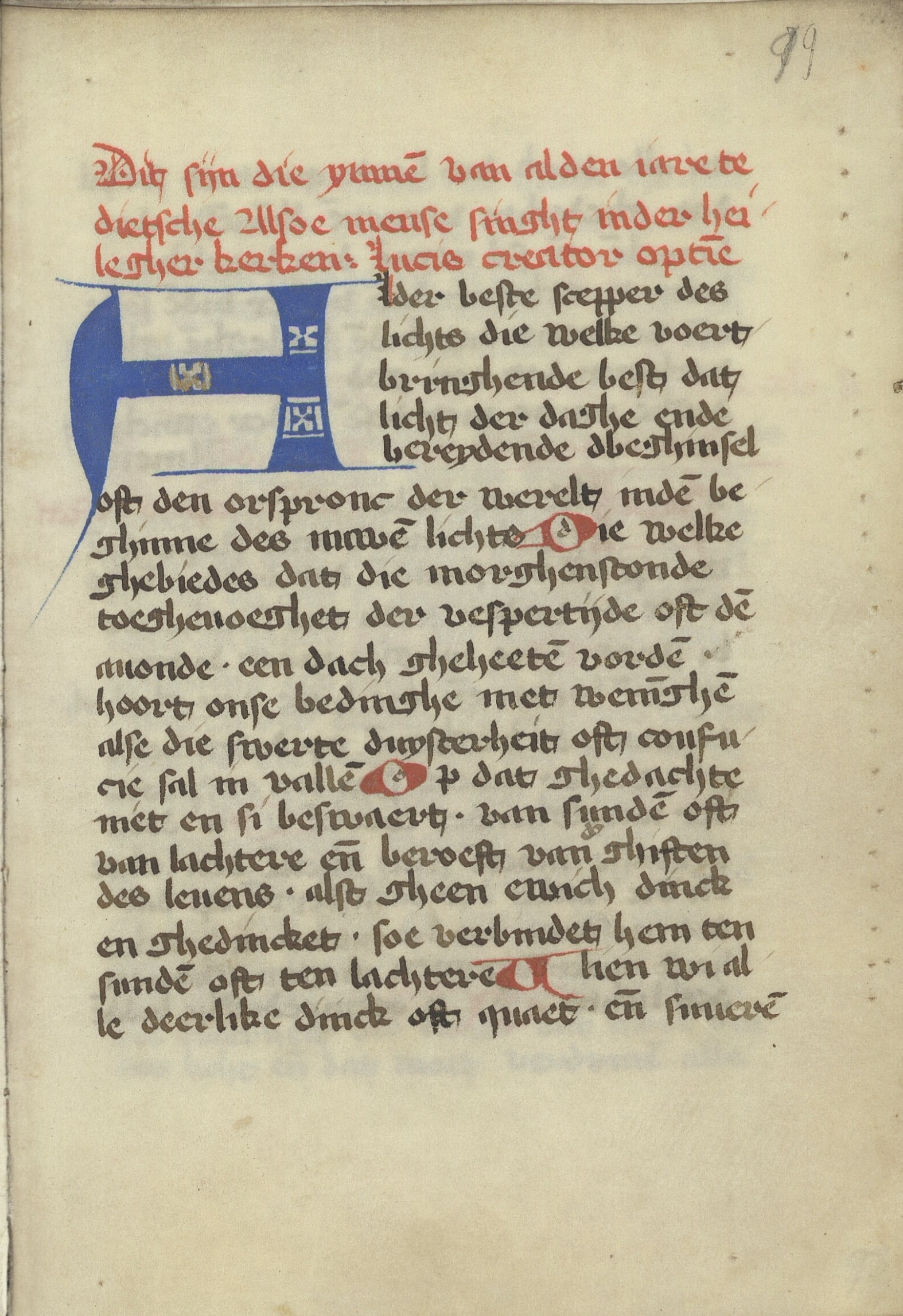
Geert Grote의 번역을 사용하여 "간단한" 중동 네덜란드어 시간 책에서 발췌. 브라 반트에서 15 세기 후반에 제작되었습니다.